# Apoderus jekelii
Apoderus jekelii es una especie de coleóptero de la familia Attelabidae.

## Distribución geográfica
Habita en China, Japón, Corea y Rusia.